# Martin Woesler

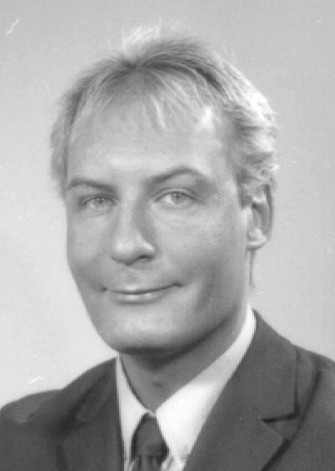
Martin Woesler (2004)

Martin Woesler (* 29. September 1969 in Münster) ist ein deutscher Sinologe und Übersetzer aus dem Chinesischen.

## Werdegang
Martin Woesler studierte von 1989 bis 1995 Sinologie, Germanistik, Politik und Komparatistik an der Ruhr-Universität Bochum und in Peking. Seine Magisterarbeit schrieb er über den Schriftsteller Wang Meng. Nach einem Promotionsstudium der Sinologie legte er 1998 an der Universität Bochum eine Dissertation zur Geschichte des modernen chinesischen Essays vor.
Nach einem Forschungsaufenthalt an der Harvard University und Lehraufträgen an der Universität Witten/Herdecke war er von 2007 bis 2014 Gründungsprofessor für Interkulturelle Kommunikation an der Hochschule für Angewandte Sprachen in München Parallel war er 2010 für zwei Forschungsfreisemester Gastwissenschaftler in Harvard und 2011 bis 2013 Associated Professor an der Utah Valley University. Von 2014 bis 2015 hatte er eine ordentliche Professur für Sinologie und Kulturvergleich an der Universität Roma Tre.
Von 2015 bis 2020 war Woesler Professor für „Literatur und Kommunikation in China“ in der neu geschaffenen Fakultät für Kulturreflexion an der Universität Witten/Herdecke. Die Stellenbesetzung war laut Medienberichten umstritten, ihre Mitfinanzierung durch einen Verein aus Wöslers Umkreis und Familie wurde kritisiert. Seit 2020 ist Woesler Wissenschaftlicher Mitarbeiter am Gerhard-Kienle-Lehrstuhl für Medizintheorie, Integrative und Anthroposophische Medizin in Witten/Herdecke. Von 2019 bis 2020 forschte er als Senior Fellow des DFG-Forscherkollegs „Medienkulturen der Computersimulation“ an der Leuphana Universität Lüneburg über Medienkulturen in China. Seine Arbeit an der Hunan Normal University in Changsha (China) wurde 2020 von der Europäischen Union mit einem Jean-Monnet-Lehrstuhl gefördert.

## Tätigkeiten
Am 1. Juni 2017 wurde Woesler zum Präsidenten der Deutschen China-Gesellschaft gewählt. Er wurde im November 2019 in die Europäische Akademie der Wissenschaften und Künste, Salzburg, gewählt. Woesler ist Geschäftsführer des Bochumer Verlags Westdeutscher Universitätsverlag sowie Verleger und Geschäftsführer des Europäischen Universitätsverlags in Dülmen.
Woesler führt etwa jährlich internationale chinawissenschaftliche Konferenzen durch, so 2015 zum Der Traum der Roten Kammer oder Die Geschichte vom Stein an der Folkwang-Universität Essen, 2017-2022 die Jahrestagung des Weltverbandes Chinawissenschaften an der Universität Witten/Herdecke. Seit 2014 nahm er parallel verschiedentlich Gastprofessuren an chinesischen Universitäten wahr.

## Übersetzer aus dem Chinesischen
Woesler übersetzte unter anderem Werke von Cáo Xuěqín 曹雪芹, Lǔ Xùn 鲁迅, Zhōu Zuòrén 周作人, Xǔ Dìshān 许地山, Yù Dáfū 郁达夫, Zhū Zìqīng 朱自清, Bīng Xīn 冰心, Bā Jīn 巴金, Qián Zhōngshū 钱锺书, Wáng Měng 王蒙, Zhāng Jié 张洁, Liú Zàifù 刘再复, Jiǎ Píngwā 贾平凹, Hán Hán 韩寒, Zhāng Huī 张炜, Hán Shàogōng 韩少功, Shèng Kẹ̌yǐ 盛可以, Yú Qiūyǔ 余秋雨, Xu Zechen.
Rainer Schwarz übersetzte die ersten 80 Kapitel des chinesischen Romans Der Traum der Roten Kammer oder Die Geschichte vom Stein von Cao Xueqin ins Deutsche, Woesler edierte diese Übersetzung und vervollständigte sie zum Missfallen von Schwarz, der nachwies, dass Woesler außerdem statt direkt aus dem Chinesischen aus einer englischen Übersetzung übersetzt hatte. Nach Recherchen des Magazins Der Spiegel ist Woeslers Romanübersetzung unter Sinologen umstritten und enthalte eine „Reihe von Fehlern“.

## Veröffentlichungen
- Riccardo Moratto, Martin Woesler (Hrsg.):  Diverse Voices in Chinese Translation and Interpreting: Theory and Practice. New Frontiers in Translation Studies, Springer Singapore, 2021, ISBN 978-981-334-283-5, doi:10.1007/978-981-33-4283-5
- Martin Woesler, Hans-Martin Sass (Hrsg.): Medizin und Ethik in Zeiten von Corona. Lit, Berlin, Münster 2020, ISBN 978-3-643-14768-4[21]
- Rainer Schwarz (Übersetzer), Martin Woesler (Übersetzer, Herausgeber): Tsau, Hsüä-tjin [Cao Xueqin], Gau, Ë [Gao E], Der Traum der Roten Kammer oder Die Geschichte vom Stein. Europäischer Universitätsverlag, Bochum. 3. überarb. u. erw. Auflage 2014 in Zsarb. m. d. Fremdsprachen-Literaturverlag Peking, ISBN 978-3-89966-500-0, XXV, 2176, xx S., Buchreihe Sinica Band 14 (1. Aufl. 2007–2009, gebunden, 3 Bde.).
- Aus dem Chinesischen übersetzt von Martin Woesler: Mian Mian: Panda Sex: Roman. Kiepenheuer & Witsch, Köln 2009, ISBN 978-3-462-04147-7
- „Der Essay ist die Sehnsucht nach Freiheit“ – Wang Meng, ehemaliger Kulturminister Chinas, als Essayist im Zeitraum von 1948–1992, Frankfurt u. a.: Lang 1998, ix, 394 S., ISBN 978-3-631-32898-9
- Politische Literatur in China seit 1991–92: Wang Mengs "Frühstücksreform"; eine Übersetzung der Erzählung "Zäher Brei" und die Dokumentation einer absurden Debatte. Brockmeyer, Bochum 1994, ISBN 978-3-8196-0169-9